# Unreal Tournament 2004
Unreal Tournament 2004, também conhecido como UT2K4 e UT2004, é um jogo eletrônico de tiro em primeira-pessoa futurístico que foi desenvolvido pela Epic Games e Digital Extremes. O jogo faz parte da série Unreal e é uma sequência do jogo Unreal Tournament 2003, de 2002, e do primeiro Unreal Tournament.
Em dezembro de 2022, a Epic Games anunciou que os servidores e todos os serviços online seriam desligados em 24 de janeiro de 2023.